# Coppa del mondo di arrampicata 1989
La Coppa del mondo di arrampicata 1989 si è disputata dal 19 maggio al 17 novembre, nell'unica disciplina lead. È stata in assoluto la prima Coppa del mondo della storia dell'arrampicata.

## Tappe
La Coppa si è disputata su 7 gare.
| # | Data         | Città          | Nazione     |
| - | ------------ | -------------- | ----------- |
| 1 | 19 maggio    | Leeds          | Regno Unito |
| 2 | 16 giugno    | La Riba        | Spagna      |
| 3 | 14 luglio    | Bardonecchia   | Italia      |
| 4 | 18 agosto    | Snowbird       | Stati Uniti |
| 5 | 22 settembre | Veliko Tărnovo | Bulgaria    |
| 6 | 6 ottobre    | Jalta          | Russia      |
| 7 | 17 novembre  | Lione          | Francia     |

## Classifica maschile lead
| Pos.                                                                        | Atleta                | GBR      | ESP      | ITA     | USA         | BUL | RUS | FRA | Punti |
| --------------------------------------------------------------------------- | --------------------- | -------- | -------- | ------- | ----------- | --- | --- | --- | ----- |
| 1                                                                           | Simon Nadin           | 3        | 1        | 1       | 2           | ?   | ?   | 1   | ?     |
| 2                                                                           | Didier Raboutou       | 2        | ?        | 3       | 1           | 1   | ?   | 6   | ?     |
| 3                                                                           | Jerry Moffatt         | 1        | 2        | 2       | ?           | ?   | ?   | 2   | ?     |
| 4                                                                           | Jean-Baptiste Tribout | ?        | ?        | ?       | ?           | ?   | 3   | 3   | ?     |
| Pos.                                                                        | Atleta                | GBR      | ESP      | ITA     | USA         | BUL | RUS | FRA |       |
| \| Legenda \| 1º posto \| 2º posto \| 3º posto \| A punti \| Senza punti \| |                       |          |          |         |             |     |     |     |       |
| Legenda                                                                     | 1º posto              | 2º posto | 3º posto | A punti | Senza punti |     |     |     |       |

## Classifica femminile lead
| Pos.                                                                        | Atleta           | GBR      | ESP      | ITA     | USA         | BUL | RUS | FRA | Punti |
| --------------------------------------------------------------------------- | ---------------- | -------- | -------- | ------- | ----------- | --- | --- | --- | ----- |
| 1                                                                           | Nanette Raybaud  | 3        | 2        | 1       | 1           | 3   | 2   | ?   | ?     |
| 2                                                                           | Luisa Iovane     | 10       | 3        | 3       | ?           | ?   | 1   | 2   | ?     |
| 3                                                                           | Robyn Erbesfield | 1        | ?        | ?       | ?           | 1   | 3   | ?   | ?     |
| 4                                                                           | Corinne Labrune  | 5        | ?        | 2       | ?           | 2   | ?   | ?   | ?     |
| Pos.                                                                        | Atleta           | GBR      | ESP      | ITA     | USA         | BUL | RUS | FRA |       |
| \| Legenda \| 1º posto \| 2º posto \| 3º posto \| A punti \| Senza punti \| |                  |          |          |         |             |     |     |     |       |
| Legenda                                                                     | 1º posto         | 2º posto | 3º posto | A punti | Senza punti |     |     |     |       |